# Turicum

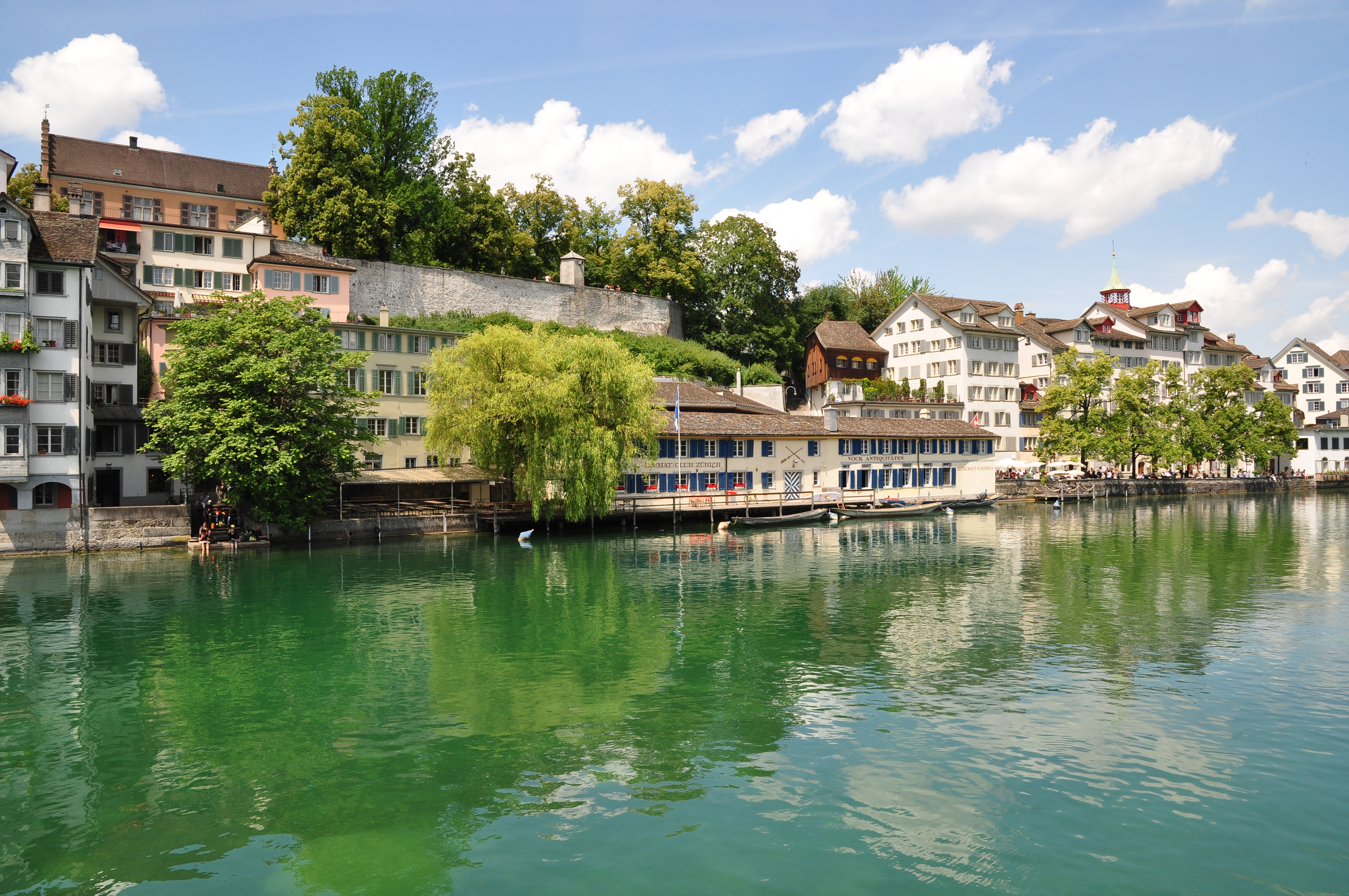
Der Lindenhof und die Schipfe an der Limmat, das Zentrum der römischen Siedlung

Turicum ist der antike Name einer Siedlung (vicus) aus römischer Zeit im Zentrum der heutigen Stadt Zürich. Der überwiegende Teil der gefundenen Siedlungsreste und Artefakte konzentriert sich um den Lindenhof, den Weinplatz und die Schipfe links und das Limmatquai rechts der Limmat. Der seit dem Frühmittelalter bezeugte Ortsname Zürich ist die lautgerechte Fortentwicklung von Turicum nach Eintritt der Hochdeutschen Lautverschiebung, des i-Umlauts und der Apokope.

## Keltische Vorgängersiedlung
Die frühesten Spuren menschlicher Siedlungstätigkeit im Bereich der heutigen Stadt Zürich sind Reste von Feuchtbodensiedlungen der Egolzwiler Kultur (4430–4230 v. Chr.), die sich im Gebiet des westlichen Seebeckens des Zürichsees nachweisen lassen. Die Fundplätze, die auch während der späteren Jungsteinzeit, während der Bronzezeit und der frühen Eisenzeit bis 700 v. Chr. besiedelt waren, erstrecken sich vom Uferbereich teilweise bis 500 Meter in den heutigen See hinaus, darunter die Siedlungsplätze Alpenquai, Bauschänzli sowie Kleiner und Grosser Hafner. In der Eisenzeit verlagerte sich im Raum Zürich die Siedlungstätigkeit auf Terrassen entlang der Flüsse und des Sees. Aus dem 1. Jahrhundert n. Chr. stammen Einzel- und Münzfunde aus dem Bereich der Altstadt. Die keltischen Helvetier siedelten in und um Zürich, darunter die Oppida Uetliberg und Lindenhof. Die keltische Siedlung von rund sieben Hektaren lag um den Lindenhof. Die strategisch und handelstechnisch günstige Lage sowie Münzfunde lassen auf die Existenz eines Handelsplatzes schliessen.

## Vicus Turicum

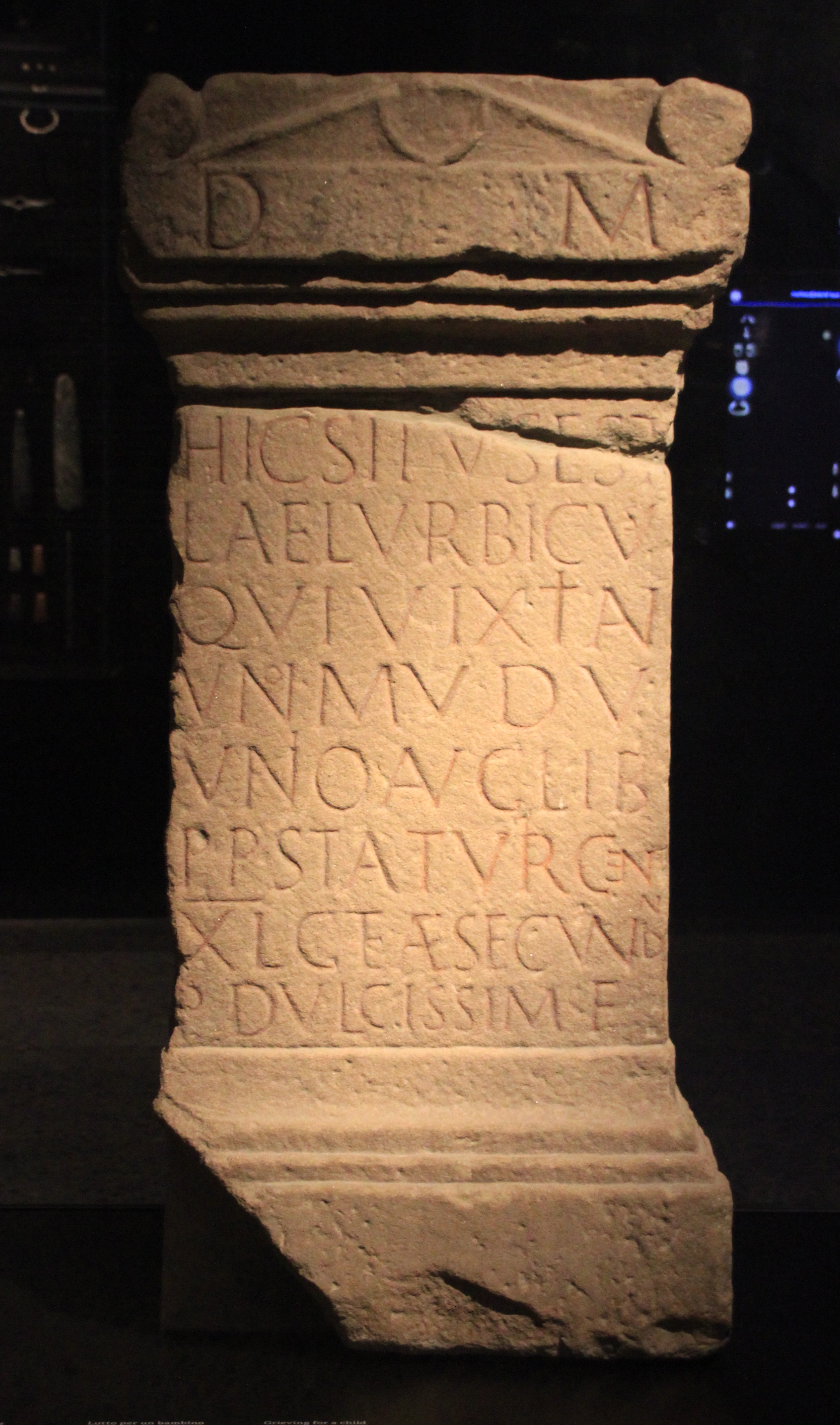
Grabstein des Lucius Aelius Urbicus (um 180 n. Chr.) mit der ersten namentlichen Erwähnung von Turicum. Original aus dem Landesmuseum Zürich

Aus der Zeit der von Augustus befohlenen römischen Eroberung des östlichen Helvetiens um das Jahr 15 v. Chr. stammen ein Militärstützpunkt – gemäss dem aktuellen Stand der Forschung aber noch kein Kastell – und eine mit römischen Soldaten besetzte Zollstation, um die sich die Zivilsiedlung entwickelte. Der offene Marktflecken (vicus) Turicum gehörte nach der Sicherung der römischen Herrschaft zunächst zur Provinz Gallia Belgica, später dann zur um 85 n. Chr. gegründeten Provinz Germania superior (Obergermanien).

### Name
Der antike Name der Siedlung sowie die Tatsache, dass sich dort eine römische Zollstation befand, sind dank einem Grabstein des Lucius Aelius Urbicus, der im Kleinkindalter verstorben war, aus dem späten 2. Jahrhundert n. Chr. überliefert. Der 1747 auf dem Lindenhof gefundene Grabstein enthält in seiner Inschrift einen entsprechenden Verweis: Der Vater ist als p(rae)p(ositus) sta(tionis) Turicen(sis) ‚Vorsteher der Zürcher Zollstelle‘, ausgewiesen. Der Ortsname erscheint wiederum im Frühmittelalter in den Formen Turicum, Turico, Doricum, Torico, Turigo, Turegum sowie mit regulär verschobenen Konsonanten in seiner althochdeutschen Gestalt Ziurichi, Zurih; er wird einhellig auf gallisches Turikon zurückgeführt, über dessen Bildung und genaue Aussprache jedoch Uneinigkeit besteht: Mit Rücksicht auf das betonte -i- in surselvisch Turitg, ladinisch Turî sowie in der (allerdings im Anlaut nach dem Deutschen umgebildeten) italienischen Namensform Zurigo wird ursprünglich langes (und damit im Lateinischen betontes) -ī- vorausgesetzt und Ableitung mittels eines adjektivischen Suffixes -īko- vom keltischen Personennamen Tūros angenommen. Dagegen ist eingewendet worden, dass das -e- der seit dem 9. Jahrhundert häufigen Schreibung Turegum den regelmässigen westromanischen Wandel von kurzem ĭ zu ĕ widerspiegle, deshalb das durch andere Ortsnamen keltisches Ursprungs wie Autricum, Avaricum oder Aventicum bezeugte Suffix -ĭko- anzusetzen sei, das vorzüglich Ableitungen von Gewässernamen bilde, und Turos oder Tura demnach wohl einen Mündungsarm der Sihl oder sogar die Limmat bezeichnet habe; die romanischen Namensformen gingen dagegen erst auf die schriftliche Überlieferung im Mittelalter zurück und erhielten ihre Betonung aufgrund von Analogie, etwa Turitg nach ebenfalls endbetontem amitg ‚Freund‘. Die Lautentwicklung von Namenpaaren wie Bourges < Bitúriges, Berry < Bituríges und Condes < Cóndate, Condé < Condáte lassen darauf schliessen, dass Schwankungen in Betonung und Vokalqualität bei Ortsnamen gallischer Herkunft nicht ungewöhnlich waren.

### Lage
Das römische Turicum lag am Fuss des Lindenhofs, eines zentralen Hügels linksseitig der Limmat nahe dem Ausfluss aus dem Zürichsee. Die Siedlung war in römischer Zeit grösstenteils von Wasser umgeben, da damals ein kleiner Seitenarm der Sihl beim Münsterhof, zwischen Zürichsee und Lindenhof, in die Limmat bzw. in den Zürichsee und der Hauptarm des Flusses im Bereich des heutigen Aussersihl mäandernd in die Limmat mündete. Der Seespiegel lag in römischer Zeit durch gezielte Eingriffe der römischen Bewohner etwa 2,5 Meter tiefer als heute, so dass grössere Gebiete überbaut werden konnten. Bereits 1977/78 entdeckten Geologen und Archäologen bei Ausgrabungen auf dem Münsterhof übereinstimmend, dass sich im 1. Jahrhundert n. Chr. bei einem ausgesprochen tiefen Seespiegelstand ein „wilder Sihlarm“ über den späteren Münsterhof erstreckt und dort viel Geschiebe deponiert hatte.

### Gewerbe- und Wohnbauten
Gewerbe- und Wohnbauten befanden sich vermutlich im Umfeld des Lindenhofs. Die Siedlung könnte sich zwischen dem Rennweg und dem Münsterplatz bis zum Weinplatz und der Schipfe bzw. der Limmat und wahrscheinlich auch bis zum jenseitigen Flussufer bei der Limmatbrücke ausgedehnt haben. Im Umfeld des Zunfthauses zur Zimmerleuten wurde das an der Limmat gelegene Gelände mit Aufschüttungen stabilisiert; einige dieser Aufschüttungen datieren in die römische Siedlungsepoche.
Turicum war als vicus zwar nicht befestigt, gruppierte sich aber um eine Zollstation (Quadragesima Galliarum), wo die Abfertigung von Waren und Reisenden vor dem Übertritt aus der Provinz Gallia Belgica in die Provinz Raetia erfolgte, hauptsächlich auf der Wasserroute Walensee–Zürichsee–Limmat–Rhein, da die Siedlung an keiner wichtigen Hauptstrasse lag. Bis heute konnten nur wenige archäologische Spuren des römischen Zürich ergraben werden, da sich die Reste der Siedlung unter dem heute dicht überbauten Zentrum der Altstadt befinden. Archäologisch erschlossen sind die Überreste der öffentlichen Bäder (Thermengasse), Gräber und Spuren von Handwerksbetrieben, Wohnhäusern sowie von Gebrauchsgegenständen und Schmuck, aber auch von Kultanlagen.

### Öffentliche Bauten

#### Thermen

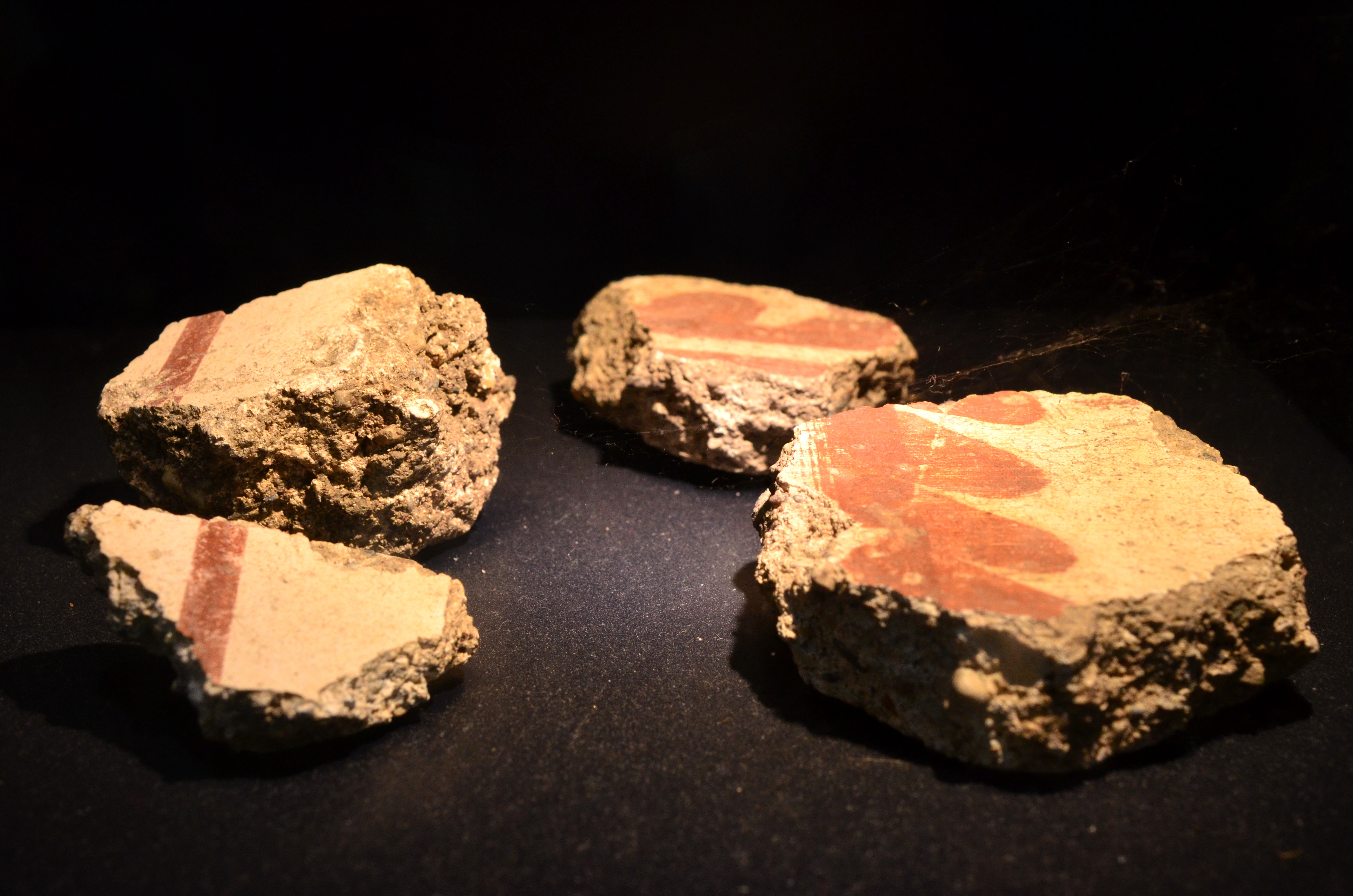
Verputzreste von bemalten Wänden aus den Bädern bei der Thermengasse

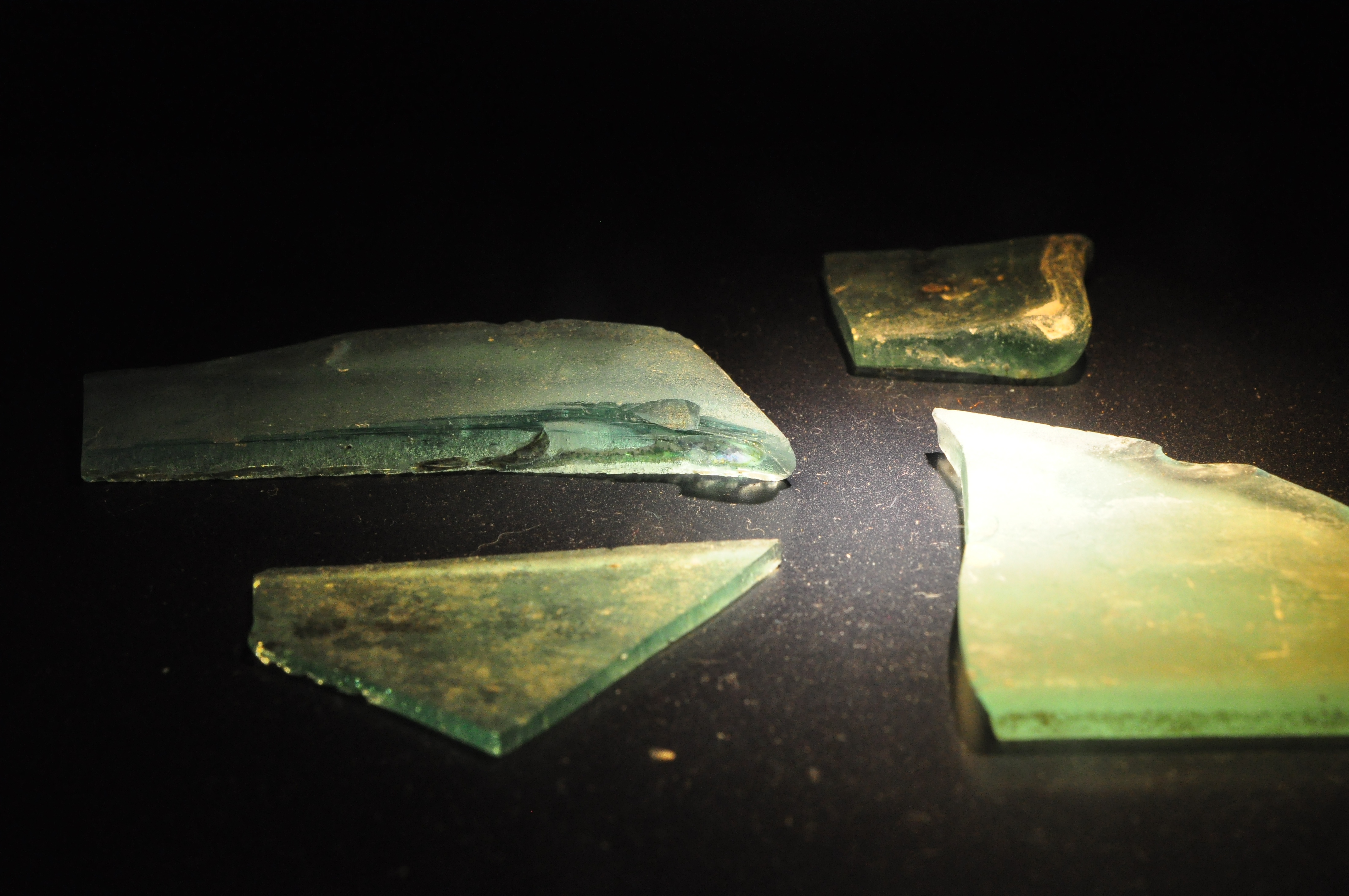
Reste von Fensterglas

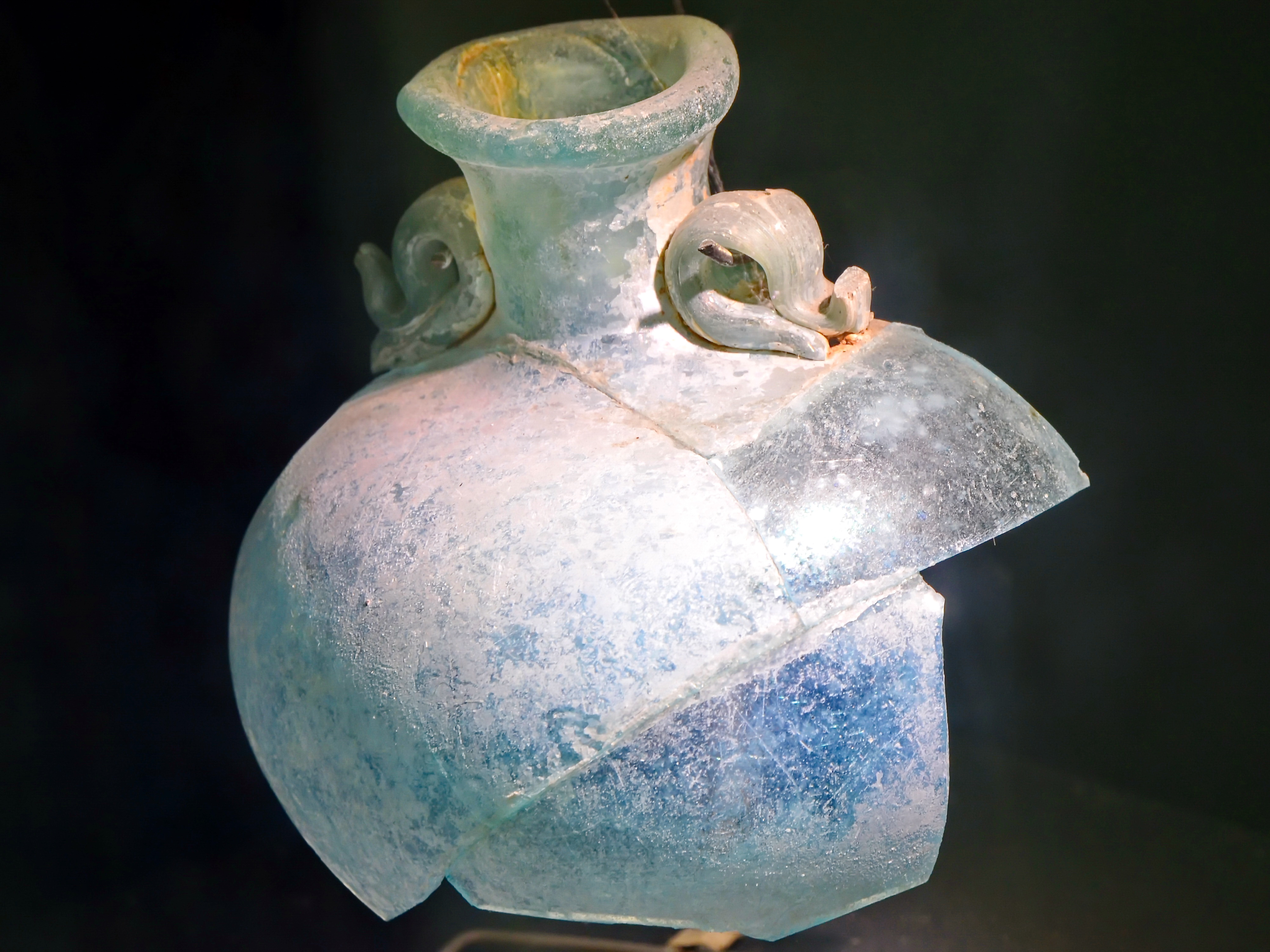
Salbölfläschchen aus der Thermengasse

In der Thermengasse beim heutigen Weinplatz, dem antiken Hafenquartier an der Limmat, wurden 1983/84 die Überreste zweier öffentlicher Bäder (Thermen) entdeckt. Das erste, von den Ausmassen bescheidene Bad wurde um 70 n. Chr. erbaut, mit einem Frigidarium samt Wanne sowie zwei mit einem Hypocaustum beheizten Räumen, einem Tepidarium und einem Caldarium mit Apsis. Um die Mitte des 2. Jahrhunderts n. Chr. wurde der ursprüngliche Gebäudekomplex durch einen bedeutend grösseren Nachfolgebau ersetzt. Dem eigentlichen Badetrakt war nun ein geräumiger Umkleideraum mit Zugang zum vergrösserten Kaltbad vorgesetzt. Daran angegliedert, vom selben Einfeuerungsraum beheizt, waren Tepidarium, Caldarium sowie ein grosser Bau, der als Aufenthaltsraum gedient haben dürfte. Die letzte Veränderung erfolgte im frühen 3. Jahrhundert n. Chr.: Durch einen Umbau wurde die beheizte Fläche des Bades vergrössert, indem das Caldarium erweitert und vom mit einem neuen Becken versehenen Frigidarum ein Teil abgetrennt und beheizt wurde. Reste von bemaltem Wandverputz und Mosaiksteinchen weisen auf einen für die römische Provinz gehobenen Ausstattungsluxus und Russ- und Kalkablagerungen auf eine rege Benutzung der Bäder hin.

#### Kultische Bauten
Aus der Regierungszeit Kaiser Hadrians stammte ein aus Holz erstellter Rundtempel auf dem Grossen Hafner im Zürichsee. Dieses 122 n. Chr. errichtete Inselheiligtum bestand aus tief in den Seegrund gerammten Eichenpfählen – vermutlich mit Wänden aus vergänglichem Material –, die einen Kreis von rund sieben Metern Durchmesser gebildet haben. Der Rundbau befand sich auf der ehemaligen Inselsiedlung, etwa 500 Meter vom heutigen Seeufer entfernt. Das Fundmaterial deutet darauf hin, dass die Anlage sicher bis ins späte 3. Jahrhundert n. Chr., eventuell von der römischen Bevölkerung sogar bis ins 4. Jahrhundert genutzt wurde. Die Deutung als Tempel beruht einerseits auf der Insellage und der Bauform, andererseits auf den für einen solchen Bau typischen Münzfunden. Die Mehrheit der knapp 90 Münzen gehört allerdings vermutlich zu einem bislang nicht nachgewiesenen Vorgängerbau, wohl aus dem dritten Viertel des 1. Jahrhunderts n. Chr. Keramisches Material aus dieser Zeit ist hingegen kaum vorhanden. Aufgrund der gefundenen Fragmente von Leistenziegeln ist noch ein weiterer römischer Bau zu vermuten, dessen Standort, Aussehen und Datierung ungeklärt sind. Dass diese Kultbauten auf ein Inselheiligtum der Helvetier im Zusammenhang mit den keltischen Siedlungen Uetliberg und Lindenhof aus der La-Tène-Zeit zurückgehen, kann nicht ausgeschlossen werden.
Die Kirche St. Peter steht vermutlich an der Stelle eines römischen Jupitertempels. Ausserhalb der Siedlung, an der südwärts führenden Strasse, lagen der Friedhof und ein kleiner runder Kultbau, der einen mächtigen Findling umschloss, wo bis ins 4. Jahrhundert n. Chr. Votivgaben in Form von Münzen niedergelegt wurden. An der Storchengasse stand ein weiterer Kultbau und ein Viergötterstein auf dem Lindenhof. Wahrscheinlich befand sich auf dem Lindenhof-Sihlbühl (Parkhaus Urania) eine weitere Tempelanlage.

### Verkehrsknotenpunkt
Waren und Reisende hatten Turicum vor dem Übertritt in die Provinz Gallia Belgica bzw. Germania Superior zu passieren, wenn sie auf der Römerstrasse zwischen Vindonissa (Windisch) und Curia Raetorum (Chur) bzw. auf der schiffbaren Route zwischen Walensee und Rhein verkehrten. Es wurde ein Zoll von 2,5 Prozent erhoben. Die Bedeutung von Turicum hängt auch mit der Lage am Ausfluss des Zürichsees zusammen, da hier die Güter von See- auf Flussschiffe umgeladen werden mussten. Turicum befand sich zwar an keiner wichtigen römischen Hauptstrasse, bedeutend war allerdings der Hafen am Weinplatz, wo Waren des Flusshandels in Kähnen auf der Alpenroute über den Vicus Centum Prata vom und zum Walensee verschifft wurden.

### Gutshöfe im Umfeld der Siedlung
Um den von etwa 250 bis 350 Menschen bewohnten Vicus gruppierte sich eine Reihe von Gutshöfen (villae rusticae); archäologisch nachgewiesen in Albisrieden (Hochfeld/Galgenacker), Altstetten (Loogarten), Oerlikon (Irchel), Wipkingen (Waidstrasse) und Wollishofen (Gässli/Seestrasse).

#### Albisrieden
Die Antiquarische Gesellschaft in Zürich untersuchte im Freibad Letzigraben bereits 1838 römische Gebäudereste. Die Grabung von 2006 der Stadtarchäologie wies das Herrenhaus der villa rustica mit einem Grundriss von rund 20 × 40 Meter nach. In der Neuzeit wurden deren Steine teilweise ausgeräumt; die Mauerreste lagen nur 50 cm unter der Rasenoberfläche.

#### Altstetten
Im April und Mai 2010 untersuchte die Stadtarchäologie Zürich das Areal mit dem hochmittelalterlichen Friedhof und Überresten von römischen Bauten auf dem Kirchhügel in Altstetten. Einzelfunde erfolgten bereits Mitte des 19. Jahrhunderts. Grabungen im Jahr 1941 belegten, dass die Kirche Altstetten auf Fundamenten eines römischen Hauses errichtet worden war. Im Chorturm der Kirche fanden sich der Rest einer Mauer und eines Mörtelbodens. Für den Boden der ersten Kirche fanden die Tonplatten eines römischen Hypokaustums Verwendung. Trotz weiterer Einzelfunde, darunter Fragmenten des Wandverputzes, lassen sich Ausdehnung, Binnengliederung oder Ausstattung des römischen Gebäudes aufgrund der punktuellen Grabung und des darüber liegenden Friedhofs nicht näher belegen.

### Kastell

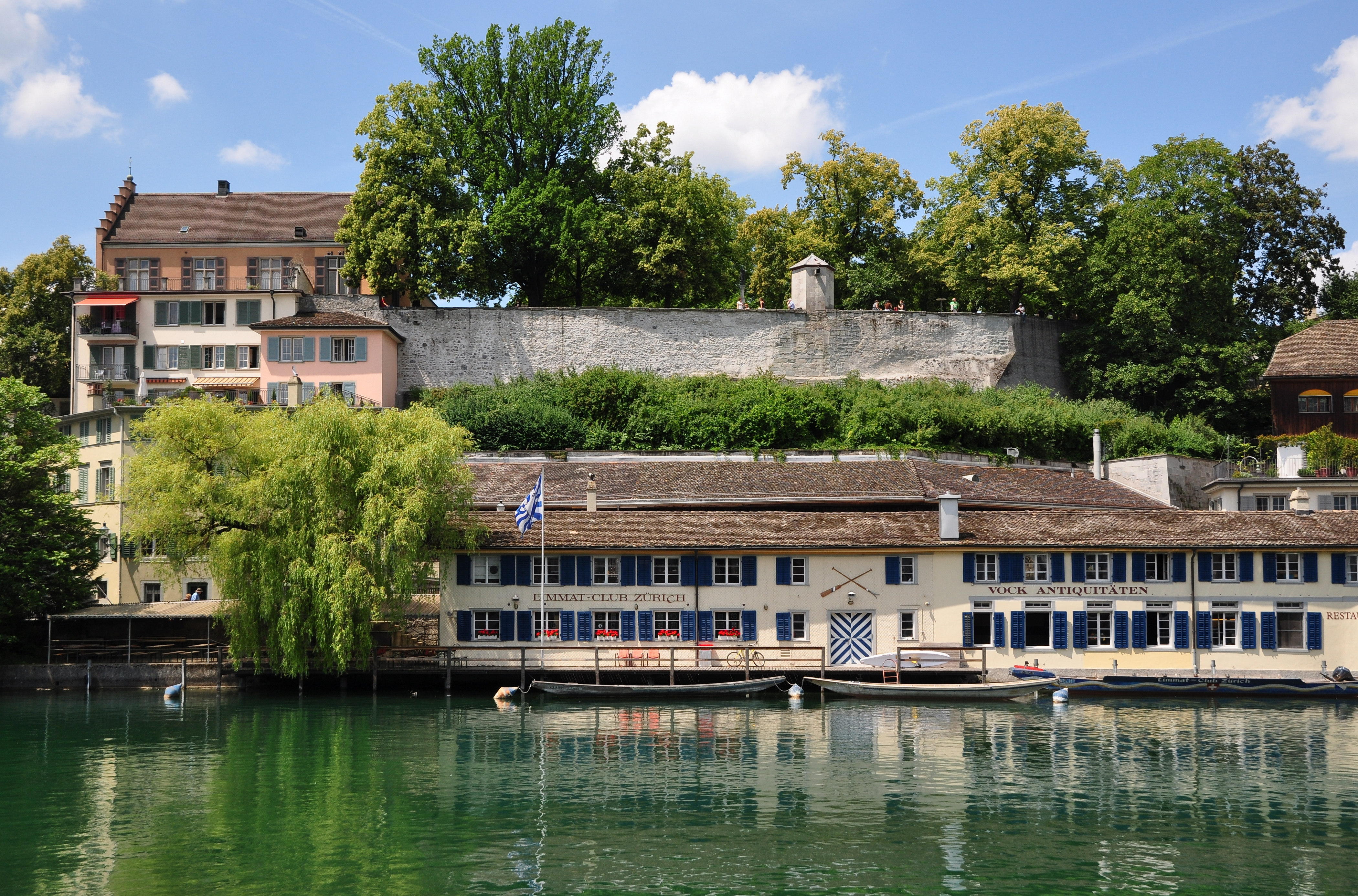
Die auf das römische Kastell zurückgehende Stützmauer des Lindenhofs

In spätrömischer Zeit verlagerte sich der Siedlungsschwerpunkt erneut auf den leicht zu befestigenden Lindenhof. Die topografischen Gegebenheiten ausnutzend, wurde wahrscheinlich im frühen 4. Jahrhundert unter Diokletian oder Konstantin I. ein Kastell errichtet, das die Zollstation gegen die im Verlauf der Völkerwanderungen aus dem Norden vordringenden Alamannen sichern sollte. Die nur 4500 Quadratmeter grosse, aber sehr starke Befestigung wurde mit zehn Türmen und einer zwei Meter breiten Mauer verstärkt, die bis ins Mittelalter intakt blieb. Mauerreste dieses Bauwerks kamen beim Abbruch der Liegenschaft Zum Paradies am südlichen Ende des Lindenplatzes zum Vorschein.

## Entwicklung nach dem Abzug der römischen Truppen
Irgendwann nach 401 wurde das Kastell von den weströmischen Truppen geräumt; römische Bautätigkeiten aus dem Verlauf des fünften Jahrhunderts wurden bislang archäologisch nicht erfasst. Über das weitere Schicksal der gallo-römischen Bevölkerung und der Siedlung gibt es keine gesicherten Erkenntnisse. Turicum und das Kastell bestanden wohl in bescheidenem Rahmen weiter, und die gallo-römischen Bewohner wurden durch neue Bevölkerungsschichten alemannisch-fränkischer Herkunft aufgesiedelt. Aufgrund der archäologischen Befunde wird eine Zerstörung der Siedlungsstrukturen in Zürich ausgeschlossen, und die Siedlung dürfte sich vermutlich bis ins Frühmittelalter kaum verändert haben – Strassen, Gebäude und Infrastruktur wurden weiterbenutzt. Belege für die Kontinuität der gallo-römischen Bevölkerung und für eine alamannische Zuwanderung im Frühmittelalter liefern die in Zürich gefundenen Gräberfelder aus dieser Zeit, u. a. in Aussersihl (Bäckerstrasse), bei der Kirche St. Peter (Chormauern, Kirchenhügel) sowie beim sogenannten Hofgräberfeld (Spiegelgasse/Obere Zäune). Diese Gräberfelder wurden offenbar im Verlauf des 11./12. Jahrhunderts zugunsten der Friedhöfe von St. Peter, des Grossmünsters und des Fraumünsters beim Münsterhof aufgegeben, was Funde von Münzen, Keramik und Ziegeln aus der römischen Siedlungsepoche sowie ein Schreibgriffel aus dem 11./12. Jahrhundert aus der Grabungskampagne 2013/2014 der Stadtarchäologie belegen.